# Lei de Finagle
A Lei de Finagle de Negativos Dinâmicos (também conhecida como a consequência de Finagle à Lei de Murphy) normalmente é definida como:
| “ | Qualquer coisa que pode dar errado, irá - no pior momento possível. | ” |

Uma variante (conhecida como a consequência de O'Toole da Lei de Finagle) favorecida entre uma partida que está na segunda lei da termodinâmica (também conhecida como entropia):
A perversidade do Universo tende para um máximo.
O termo "a Lei de Finagle" era primeiro utilizado por John W. Campbell Jr., o editor influente de ficção científica. Ele frequentemente usou por muitos anos isto nos editoriais dele nos anos quarenta, mas nunca entrou em conhecimento geral do modo que a Lei de Murphy tem.
Posteriormente, o termo "a lei de Finagle" foi popularizada pela autora de ficção científica Larry Niven em várias histórias que descrevem uma cultura de fronteira de mineiros de asteroide; esta " cultura de Belter " professou uma piada e/ou religião corrente que envolve a adoração do terrível deus Finagle e o profeta furioso dele, Murphy.

A Navalha de Hanlon (ou a Lei de Hanlon) é uma consequência da lei de Finagle. A Navalha de Hanlon diz 
| “ | Nunca atribua à malícia ao que pode ser adequadamente explicado por estupidez". | ” |